# Kesun gravieri
Kesun gravieri är en ringmaskart som först beskrevs av McIntosh 1908.  Kesun gravieri ingår i släktet Kesun och familjen Opheliidae. Arten har ej påträffats i Sverige. Inga underarter finns listade i Catalogue of Life.